# Solanum trisectum
Solanum trisectum är en potatisväxtart som beskrevs av Michel Félix Dunal. Solanum trisectum ingår i släktet skattor som ingår i familjen potatisväxter. Inga underarter finns listade i Catalogue of Life.